# Minuto
000

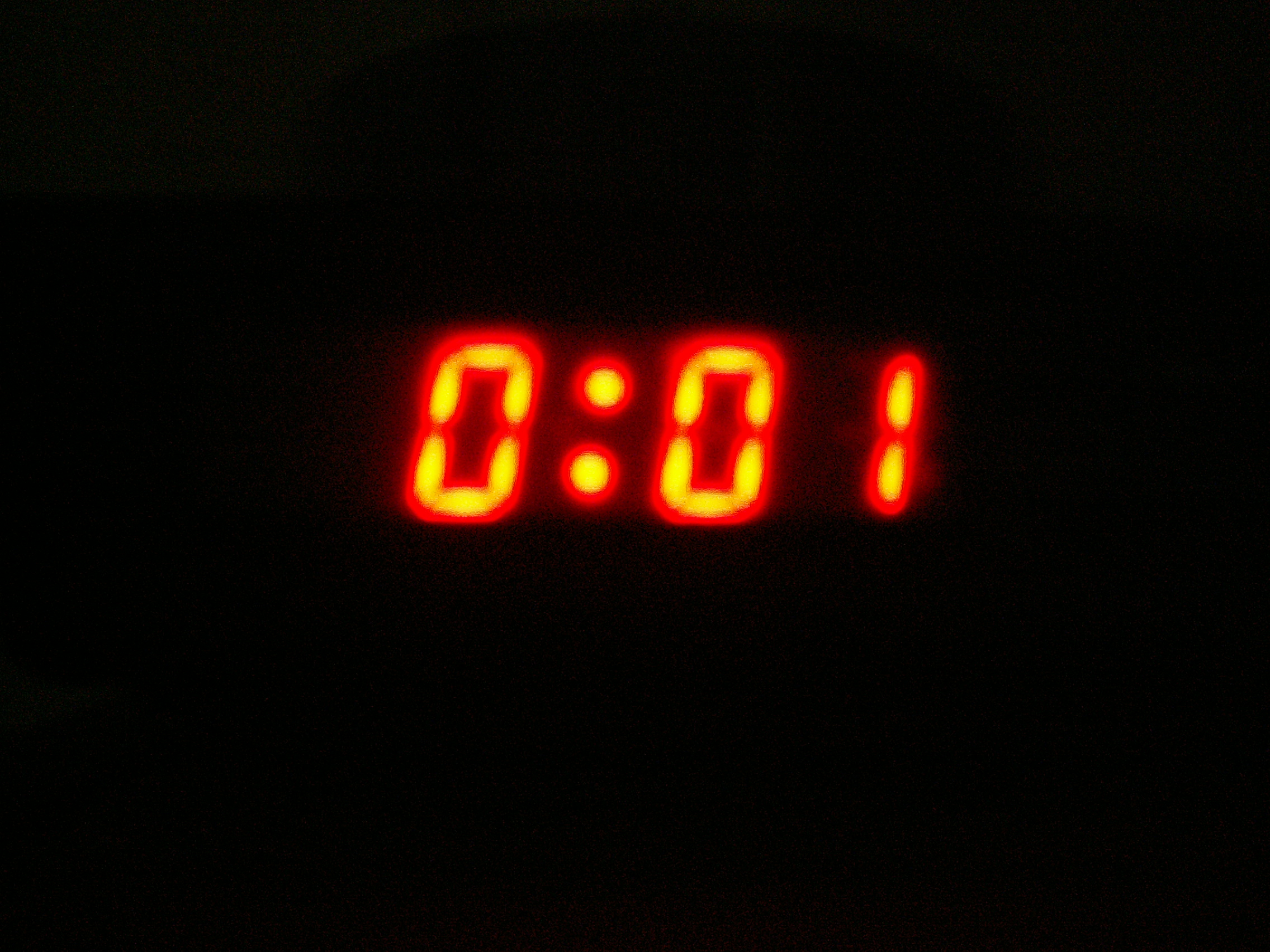
Un reloj digital, indicando la hora 'uno' y un minuto.

El minuto es una unidad de tiempo que equivale a la sexagésima parte de una hora. Cada minuto ha de comprender 60 segundos. Su símbolo es min (tomando en cuenta que no es una abreviatura: no admite mayúscula, ni punto, ni plural). La prima (" ′ ") se emplea (incorrectamente) para el minuto como sexagésima parte de una hora.
El minuto no es una unidad del Sistema Internacional de Unidades SI, pero aun así se acepta su uso con el SI.

## Equivalencias

Imagen del movimiento de una aguja de segundero en 60 pasos de un segundo, es decir, un minuto para una vuelta completa.

Las siguientes relaciones de equivalencia, vinculan al minuto con otras unidades de medición de tiempo:
1 hora = 60 minutos = 3600 segundos
1 minuto = 60 segundos
La palabra minuto viene del latín pars minuta prima, que significa «parte diminuta primera». Minuto tiene la misma etimología que «menor». El segundo era llamado pars minuta secunda, es decir, la «parte diminuta segunda» en que se dividía la hora.
Equivalencias de otras unidades de tiempo en minutos:
- 1 minuto = 60 segundos
- 1 hora = 60 minutos
- 1 día = 24 horas = 1440 minutos
- 1 semana = 7 días = 10 080 minutos
- 1 mes = 4 semanas 3 días (31 días) o 4 semanas 2 días (30 días) o 4 semanas (28 días) o 4 semanas 1 día (29 días) = 44 640 minutos
- 1 año = 12 meses = 525 600 minutos
- 1 año bisiesto = 12 meses = 527 040 minutos
- 1 década o decenio = 10 años = 120 meses = 5 259 456 minutos
- 1 siglo = 10 décadas o decenios = 100 años = 52.596.000 minutos
- 1 milenio = 10 siglos = 100 décadas o decenios = 1000 años = 525 948 480 minutos

## Historia
Desde principios del  segundo  milenio antes de Cristo, los mesopotámicos contaban en base 60 usando una numeración posicional derivada del sistema numérico de tipo aditivo y de base mixta de los sumerios. Este sistema se asocia generalmente a la civilización babilónica, que ocupó el sur de Mesopotamia a partir de 1800 a. C. y hasta principios de nuestra era.
El primer registro existente de la subdivisión de la hora sexagesimalmente en minutos, segundos, tercios y cuartos se remonta al año 1000 en un comentario de Al-Biruni sobre el cómputo de los meses en el calendario judío.
Históricamente, la palabra «minuto» proviene del latín pars minuta prima, que significa «primera pequeña parte». Esta división de la hora se puede refinar aún más con una «segunda parte pequeña» (latín: pars minuta secunda), y de aquí proviene la palabra «segundo». Para un mayor refinamiento, el término «tercero» ( 1 ⁄ 60 de segundo) permanece en algunos idiomas, por ejemplo, polaco (tercja)  y turco (salise), aunque la mayoría de los usos modernos subdividen los segundos utilizando decimales. La notación del símbolo de la prima para los minutos y la prima doble para los segundos puede verse como indicando el primer y segundo corte de la hora (similar a cómo el pie es el primer corte de la yarda o quizás la cadena, con pulgadas como el segundo corte). En 1267, el científico medieval Roger Bacon, escribiendo en latín, definió la división del tiempo entre lunas llenas como un número de horas, minutos, segundos, tercios y cuartos ( horae, minuta, secunda, tertia y quarta ) después del mediodía del día siguiente  fechas de calendario especificadas. La introducción del minutero en los relojes sólo fue posible después de la invención de la espiral por Thomas Tompion, un relojero inglés, en 1675.

### Antigüedad
Los griegos midieron el tiempo de manera diferente a como lo hacemos nosotros en la actualidad. En lugar de dividir el tiempo entre una medianoche y la siguiente en 24 horas iguales, dividieron el tiempo desde el amanecer hasta el atardecer en 12 «horas estacionales» (su duración real dependía de la estación) y el tiempo desde el atardecer hasta el siguiente amanecer nuevamente en 12 «horarios estacionales». Al principio sólo se dividía el día en 12 horas estacionales y la noche en 3 o 4 vigilias nocturnas. En el período helenístico, la noche también se dividía en 12 horas. El día y la noche (νυχθήμερον) probablemente fueron divididos por primera vez en veinticuatro horas por Hiparco de Nicea. El astrónomo griego Andrónico de Cirro supervisó la construcción de una torre de reloj llamada Torre de los Vientos en Atenas durante el siglo I a. C. esta estructura realizaba un seguimiento del día de 24 horas mediante relojes de sol e indicadores de relojes mecánicos.
Las horas canónicas hasta el cristianismo primitivo fueron introducidas a partir del judaísmo del Segundo Templo. Hasta los 60 años, la Didaché recomienda que los estudiantes recen el Padrenuestro tres veces al día. Esta práctica también llegó a las clases canónicas. En los siglos II y III, los padres de la iglesia como Clemente de Alejandría, Orígenes y Tertuliano escribieron sobre la práctica de la oración de la mañana y de la tarde, así como de las oraciones a la tercera, sexta y novena horas. En la iglesia primitiva, la noche anterior a cada día festivo, se realizaba una vigilia. La palabra «vigilia», que inicialmente se refería al servicio nocturno, proviene de una fuente latina, vigiliae o vigilia nocturna o vigilia de los soldados. La noche desde las seis de la tarde hasta las seis de la mañana se dividía en cuatro vigilias o vigilias de tres horas cada una, la primera, segunda, tercera y cuarta vigilia.

## Minuto indivisible
Se habla de minuto indivisible cuando el minuto se define como la unidad más pequeña y las medidas se redondean al minuto siguiente o, lo que es lo mismo, cuando se cuenta íntegramente cada minuto iniciado. El minuto se llama entonces indivisible porque no se puede dividir, por ejemplo, en segundos. Un sistema de este tipo se utiliza especialmente en telecomunicaciones, para la facturación de las comunicaciones. Se opone a la facturación por segundo. También existen sistemas de facturación híbridos, en los que sólo el primer minuto es indivisible, facturando el resto de la comunicación por segundos.
El minuto indivisible está por ejemplo en la legislación de la Unión Europea, para el cálculo del tiempo de trabajo de un conductor de carretera, medido mediante un tacógrafo. El minuto indivisible quedó así establecido el 24 de septiembre de 1998 mediante un reglamento del Consejo Europeo:
- «El dispositivo deberá permitir el registro, almacenamiento, visualización e impresión de los siguientes datos:
- 3. tiempos de conducción (horas y fechas), con una precisión de 1 minuto;
- 4. otros horarios de trabajo y tiempos de disponibilidad (horas y fechas) con una precisión de 1 minuto;
- 5. interrupciones del trabajo y tiempos de descanso diario (horarios y fechas) con precisión de 1 minuto»[13]